# Ambasadorowie Stanów Zjednoczonych w San Marino
Pierwszym ambasadorem Stanów Zjednoczonych w San Marino został Ronald P. Spogli, mianowany we wrześniu 2006 przez ówczesnego prezydenta George’a Busha. Dotychczas, pomimo utrzymywania przyjaznych stosunków dwustronnych, terytorium San Marino było obsługiwane przez służby dyplomatyczne ambasady w Rzymie i konsulatu we Florencji.
Stany Zjednoczone ustanowiły relacje dyplomatyczne z San Marino w 1861 r. USA nie posiadają siedziby dla ambasady w San Marino, a akredytację na San Marino posiada ambasador we Włoszech. Terytorium San Marino jest ponadto obsługiwane przez służby konsularne konsulatu we Florencji.

## Lista ambasadorów[2]
- Ronald P. Spogli (8 marca 2007 r. – 6 lutego 2009 r.)
- David Thorne (4 grudnia 2009 r. – 30 lipca 2013 r.)
- John R. Phillips (19 lutego 2014 r. – 18 stycznia 2017 r.)
- Lewis M. Eisenberg (od 1 października 2017 r.)